# Feugarolles
Feugarolles – miejscowość i gmina we Francji, w regionie Nowa Akwitania, w departamencie Lot i Garonna.
Według danych na rok 1990 gminę zamieszkiwały 834 osoby, a gęstość zaludnienia wynosiła 35 osób/km² (wśród 2290 gmin Akwitanii Feugarolles plasuje się na 500. miejscu pod względem liczby ludności, natomiast pod względem powierzchni na miejscu 407.).